# Aldea del Obispo
Aldea del Obispo település Spanyolországban, Salamanca tartományban. Aldea del Obispo Villar de Ciervo, Villar de la Yegua, La Alameda de Gardón, Almeida és Villar de Argañán községekkel határos. Lakosainak száma 252 fő (2024).

## Népesség
A település népessége az elmúlt években az alábbi módon változott:
| Lakosok száma | 397  | 372  | 347  | 332  | 361  | 326  | 281  | 243  | 275  | 252  |
|               | 2001 | 2004 | 2007 | 2009 | 2012 | 2014 | 2017 | 2019 | 2022 | 2024 |